# Стефанелли, Симонетта
Симоне́тта Стефане́лли (итал. Simonetta Stefanelli; род. 30 ноября 1954, Рим) — итальянская актриса. Международную известность получила после исполнения роли Аполлонии Вителли-Корлеоне, жены Майкла Корлеоне в знаменитом фильме «Крёстный отец» (1972).

## Биография
В кино начала сниматься в 14 лет — «La moglie giapponese» (1968, реж. Джан Луиджи Полидоро). 
До появления в «Крёстном отце» в 1972 году, Стефанелли играла небольшие роли второго плана во многих итальянских фильмах известных итальянских режиссёров. В 1972 году она появилась в немецком телевизионном фильме Die Sonne angreifen (Атаки Солнца). В том же году она получила роль Аполлонии Вителли-Корлеоне в фильме «Крёстный отец» режиссёра Фрэнсиса Форда Копполы. Хотя ей было всего шестнадцать лет, когда начались съемки, и лишь семнадцать, когда фильм вышел на экраны, Стефанелли появилась в фильме обнаженной. Её характер был раскрыт только в 1977 году в сериале «Крестный отец: Сага».
Стефанелли отказалась от карьеры в Голливуде, чтобы избежать однообразных типажей и продолжила свою карьеру в Италии. В 1973 году она снялась в испанской картине «Лучший мэр, друг», режиссёр Рафаэль Хиль. В следующем году Стефанелли появилась в сериале Моисей (Moses the Lawgiver), режиссёр Джанфранко Де Бозио. Позднее она сыграла несколько ролей во многих итальянских фильмах, в том числе Peccati в Famiglia (Скандал в семье), эротической драме, в которой она снялась вместе со своим мужем Микеле Плачидо, и в фильме Франческо Рози «Три брата». 
В 1992 году после появления в фильме Микеле Плачидо «Le amiche del cuore» (Близкие друзья), Стефанелли закончила свою актерскую карьеру. 
После окончания своей актёрской карьеры в 1992 году, Стефанелли занялась предпринимательством — владеет сетью магазинов модной одежды в Риме под названием Simo Bloom, где она разрабатывает сумки и обувь.

## Личная жизнь
Стефанелли вышла замуж за актёра и режиссёра Микеле Плачидо, с которым она снялась в ряде фильмов, в том числе в 1975 году в эротической драме «Семейные грехи» (Peccati Famiglia). У них было трое детей — Микеланджело, Виоланте и Бренно. Двое из них выбрали актёрскую профессию — Виоланте Плачидо и Бренно Плачидо (известен под псевдонимом Марко Бренно). Они развелись в 1994 году. После их развода, Стефанелли и её дети недолгое время жили в Лондоне. В 2006 году, а затем и в 2008 году, в интернете появился слух, что Стефанелли умерла.

## Избранная фильмография
| Год  |   | Русское название           | Оригинальное название                 | Роль                       |
| ---- | - | -------------------------- | ------------------------------------- | -------------------------- |
| 1971 | ф | Именем итальянского народа | In nome del popolo italiano           | Джуджи Сантеночито         |
| 1971 | ф | Хомо эротикус              | Homo Eroticus                         | дочь Тано                  |
| 1972 | ф | Крёстный отец              | The Godfather                         | Аполлония Вителли-Корлеоне |
| 1974 | ф | Молодая Лукреция           | Lucrezia giovane                      | Лукреция Борджиа           |
| 1977 | ф | Крёстный отец              | The Godfather: A Novel for Television | Аполлония Вителли-Корлеоне |
| 1981 | ф | Три брата                  | Tre fratelli                          | молодая жена Донато        |
| 1992 | ф | Сердечные подруги          | Le amiche del cuore                   | Джулиана                   |